# Paweł Szyrma
Paweł Szyrma herbu Lubicz  – stolnik i pisarz grodzki piński, poseł powiatu pińskiego na Sejm Czteroletni w 1788 roku.